# Бурги (футболист)
Хо́рхе Фра́нко А́львис (исп. Jorge Franco Alviz), более известный как Бу́рги (исп. Burgui; 29 октября 1993, Бургильос-дель-Серро) — испанский футболист, полузащитник.

## Биография
Хорхе начинал свою карьеру в скромных испанских клубах из низших дивизионов. В марте 2012 года он присоединился к системе мадридского «Реала» и стал выступать за третью команду этого клуба. В 2013 году он был переведён в «Кастилью» и выступал там на протяжении двух сезонов. Кроме того, он привлекался к играм первой команды «Реала», однако так и не дебютировал за неё. Летом 2015 года игрок был арендован «Эспаньолом». Он дебютировал в Примере 22 августа 2015 года в матче против «Хетафе».

## Статистика
| Клуб             | Сезон            | Лига  | Лига | Кубок | Кубок | Еврокубки | Еврокубки | Другие | Другие | Всего | Всего |
| Клуб             | Сезон            | Матчи | Голы | Матчи | Голы  | Матчи     | Голы      | Матчи  | Голы   | Матчи | Голы  |
| ---------------- | ---------------- | ----- | ---- | ----- | ----- | --------- | --------- | ------ | ------ | ----- | ----- |
| Реал Мадрид C    | 2012/13          | 38    | 8    | —     | —     | —         | —         | —      | —      | 38    | 8     |
| Кастилья         | 2012/13          | 1     | 0    | —     | —     | —         | —         | —      | —      | 1     | 0     |
| Кастилья         | 2013/14          | 36    | 5    | —     | —     | —         | —         | —      | —      | 36    | 5     |
| Кастилья         | 2014/15          | 37    | 7    | —     | —     | —         | —         | —      | —      | 37    |       |
| Кастилья         | Итого            | 74    | 12   | —     | —     | —         | —         | —      | —      | 74    | 12    |
| Эспаньол         | 2015/16          | 1     | 0    | —     | —     | —         | —         | —      | —      | 1     | 0     |
| Всего за карьеру | Всего за карьеру | 113   | 20   | —     | —     | —         | —         | —      | —      | 113   | 20    |